# Gornja Brela
Gornja Brela (ili povijesno ispravnije Brela Gornja) je jedno od dva naselja u općini Brela, u Splitsko-dalmatinskoj županiji. Brela Gornja su starije naselje općine, poznato još iz 950. godine pod imenom Berulia (grčki: Beroyllia – iz djela O upravljanju carstvom, bizantskog cara Konstantina Porfirogeneta). Novije naselje Brela (ranije Donja Brela) leži na obali i središte je općine.
Naselje je podijeljeno na 5 dijelova – zaseoka: Subotišće, Škrabići, Carevići, Zaveterje i Gornja Mala. Prema popisu stanovništva iz 2011. u mjestu je živjelo 128 stanovnika. U popisu provedenom 2021. godine, mjesto ima 154 stanovnika. Gotovo cjelokupno područje Brela Gornjih nalazi se unutar Parka prirode Biokovo.
U središtu mjesta se nalazi Prezentacijski centar Parka prirode Biokovo, kao i muzejska Zbirka breljanske baštine, lokalnog Društva prijatelja kulturne i prirodne baštine Breljana – "Brolanenses", koje djeluje na području općine Brela od 1994. godine.
Dana 7. svibnja 2025. godine u centru mjesta, Subotišću, u zgradi stare pučke škole otvorena je Zbirka vojne povijesti Žura, bogata eksponatima i memorabilijama iz Domovinskog rata.
Brela Gornja su ulaz iz unutrašnjosti na Makarsko primorje, a udaljena su samo 7 km od čvora autoceste Zagreb – Dubrovnik na Šestanovcu.

## Povijest
O povijesti mjesta govore sljedeći dokazi najranije naseljenosti:
- prapovijesni lokalitet kod crkve sv. Ilije
- prapovijesno naselje na Ploči iznad Subotišća
- ilirska Gradina iznad Škrabića
- starohrvatska Berulija (Beroyllia) iz 950. godine

Mjesto se spominje u dokumentima kroz povijest:
- Brolanenses – prvi spomen Breljana u povelji Jurja Šubića iz 1315. godine
- Breglie, Breglie Piccolo (Brela Donja), Breglio Grande (Brela Gornja) – iz odluke mletačkog dužda Alojzija Moceniga iz 1577. godine
- Brehla – u pismu (za)dvarskog dizdara Al-age omiškom providuru 1601. godine
- Brela – don Nikola Ursić, kurat od Brela, u oporuci iz 1694. godine
- Brehlia superior (Brela Gornja), Inferior (Brela Donja) – u dokumentima pred kraj 17. stoljeća
- Breghli Gorgni i Breghli Dolgni (1687.)
- Brela i Podbrehalje (Brela Donja) iz 17. i 18. stoljeća

Od sredine 20. stoljeća Brela se dijele na Gornja Brela u Zabiokovlju i Donja Brela u Primorju, da bi se konačno krajem 1980-ih Donja Brela preimenovala u Brela.

## Stanovništvo
| broj stanovnika | 184   |       | 205   | 232   | 243   | 298   |       | 385   | 430   | 472   | 456   | 383   | 248   | 201   | 153   | 128   | 154   |
|                 | 1857. | 1869. | 1880. | 1890. | 1900. | 1910. | 1921. | 1931. | 1948. | 1953. | 1961. | 1971. | 1981. | 1991. | 2001. | 2011. | 2021. |

## Kultura
- Brolanenses, društvo prijatelja kulturne i prirodne baštine Breljana
- Prezentacijski centar Parka prirode Biokovo "Brela Gornja"
- Zbirka breljanske baštine (zavičajna zbirka mjesta u nastajanju)
- Zbirka vojne povijesti "Žura" (privatna zbirka izložaka iz Domovinskog rata, smještana u zgradi stare pučke škole)

## Spomenici i znamenitosti
- Crkva sv. Nikole iz 13. stoljeća, na 572 m nadmorske visine
- Crkva Gospe od Karmena
- Crkva sv. Jurja, jednobrodna građevina bez apside iz 18. stoljeća
- Crkva Gospe od zdravlja iz 17. stoljeća
- nova crkva Gospe od zdravlja na Subotišću, posvećena 1939. godine
- crkva sv. Ilije podno Carevića s početka 18. stoljeća
- Gospina kapela na Dubcima (1870.)
- kula na Poletnici (387 m) iz 16. stoljeća, Turska kula Zabrdom (17. stoljeće), Hercegova utvrda, ilirska Gradina iznad Škrabića itd.
- srednjovjekovna naselja: Klešići, Besidišće, Zabrdo

## Priroda
- poučna staza "Putevima drevne Berulije" Parka prirode Biokovo
- poučna staza "Sridivice" Parka prirode Biokovo
- Šuplja stina – Biokovsko oko
- pećina Pozjata
- Vilina špilja
- jama Zmajevača
- pojilište Kale
- paleontološka zona "Drinova"
- paleontološka zona "Dubci"

## Uprava
Brela Gornja su u sastavu Općine Brela. Mjesni odbor Brela Gornja formiran je u studenom 2002. godine na području bivše Mjesne zajednice Gornja Brela. U međuvremenu je ugašen i ponovno formiran u studenom 2007. godine. Prvi predsjednik Vijeća mjesnog odbora bio je Mladen Carević. Vijeće mjesnog odbora Brela Gornja čini 5 članova Nezavisne liste mladih. Predsjednik Vijeća Mjesnog odbora je Ivan Tomaš.

## Galerija
- Subotišće
- Škrabići
- Carevići
- Predio Žavnjak